# Инвалидност
Инвалидността (уврежданията) е състояние на ограничение във възможностите на даден човек да взаимодейства с обкръжаващата го среда, което му създава социални, интелектуални, физически или морални затруднения. Самият човек, който се намира в това състояние на ограничение се нарича инвалид. В съвременния свят броят на хората инвалиди е около половин милиард и непрекъснато нараства. В повечето страни на всеки 10 поне 1 е с физически, умствени или сериозни дефекти. Като проблем това състояние се отразява на поне върху 25% от населението.
Инвалидността може да бъде резултат от текущи или минали физически травми или от различни психически състояния. До края на 20 век термина инвалидност се използва по-често, нерядко днес се заменя с увреждане.

## Историческа ретроспекция
Уврежданията и инвалидността сред човечеството съществуват още от зората му. В различните епохи те са оценявани нееднозначно. В Древна Гърция например децата родени с увреждания са били убивани. Тази практика е наложена основно в доминиращите по това време в Спарта и други градове-държави, сред които преобладава тенденцията за изграждането на силна и здрава държава. В тази епоха било издигнато в култ здравото и добре развито тяло. В този контекст хората с увреждания били предпоставка за отслабване на държавата. Смятало се е, че в бъдеще те ще се превърнат в тежест за обществото, да го отслабят и по този начин да навредят на държавата. Подобни ценности и норми са преобладавали и в Рим. През 499 г. пр.н.е. е издаден закон (lex duodecim tabularum), според който слабите и увредените деца трябва да бъдат умъртвявани.
С разпространението на християнството в Европа схващането за хората с увреждания придобива противоречив характер. Уврежданията са приемани за божие наказание за греховете на даден човек. От друга страна обаче от обществото се е изисквало да оказва помощ на болните и немощните.
През Средновековието освен религиозен се включва и морален аспект в схващането за уврежданията сред хората. Увреждането е приемано като позор, като божествено наказание за греховете, като причина за овладяване от „нечисти сили“. През тази епоха хората с видими увреждания и телесни деформации са съдени и измъчвани, защото се е смятало че са овладени от дявола. Инвалидността се асоциирала с чувството за вина, срам и нисък социален статус не само за този, който е носител на различни увреждания, но и за цялото му семейство.
През XVI и XVII век в Европа настъпва значителна промяна към отношението на хората с увреждания. През тези столетия успоредно с развитието на схващанията за лудостта, страдащите от различни болести и увреждания, са подлагани на медикализация и институционализация. Медицината много бързо измества религията като модератор на социалните норми и ценности в обществото. Тя се превръща и в своеобразна институция за социален контрол.
През ХIХ век се разширява ролята на лекарите в обществото. Причините за инвалидността се търсят в заболяване, травма или някаква външна причина, водеща до увреждане на физическото здраве и изискваща индивидуално лечение и рехабилитация. Създават се различни програми за въздействие върху индивидуалните нужди.
След Втората световна война се обръща по-голямо внимание на възстановяването на инвалидите (тренинг и терапия), както и на включване на други помощни и рехабилитационни методи.
През 1960 г. американският социолог С. Наги залага на рехабилитацията на функционалните ограничения и инвалидността. Много професионалисти от различни области вземат различни мерки за премахване на съществуващите архитектурни, сензорни, когнитивни, обществени и икономически бариери. На инвалидите започва да им се дава възможност за обучение и трудоустрояване, както и достъп до различни обществени средства. Инвалидността започва да се възприема, като нормална част от живота на човека.

## Причини за инвалидност
Някои от най-често изтъкваните причини за възникването на инвалидност са:
- Войни, както и последиците от тях
- Тероризъм
- Живот в бедност и липса на антисанитарни условия
- Епидемии
- Глад
- Неграмотност и неинформираност за възможностите за социална помощ, медицински услуги и др.
- Недостиг на програми за първична медицинска помощ и обслужване
- Географска отдалеченост, социални и физически бариери за ползване на медицински услуги
- Част от помощните средства въобще не са обвързани с реалните потребности на населението
- Слаба инфраструктура на съответните помощни служби
- Недостиг на средства и персонал за лечение и профилактика
- Отдаване на второстепенно значение на ангажиментите по инвалидността
- Стихийни бедствия и земетресения
- Замърсяване на околната среда
- Нещастни случаи в производствата
- Пътнотранспортен травматизъм
- Стресови и психо-социални проблеми
- Неконтролирана употреба на лекарства, включително наркотици и стимуланти
- Неправилно отношение към болните по време на оказване на медицинска помощ
- Нарастване на урбанизацията и увеличаване броя на населението

Въпреки че около 80 % от инвалидите живеят в развиващи се страни, по-голямата част от тях се намират в отдалечени селски местности, живеещи в крайна нищета, където медицински и други служби липсват или са голяма рядкост. Също така в много случаи, когато те получат помощ, тя е вече закъсняла или недостатъчна. В резултат на това инвалидите изпитват трудности не само от физически, но и от културно-социален характер, което се отразява негативно и върху трудоспособността им. В някои страни, където процентът на инвалидите достига до 20 % от цялото населението, се ангажират около 50 % от хората.

### Рискови групи
Особено рискови за развитие на патология и инвалидизация са следните пет групи население:
- Жени – в повечето случаи те са в по-неблагоприятно икономическо и културно-социално положение. Също така в семейна среда те по-често поемат грижата за техен роднина инвалид.
- Деца – вродената или ранна инвалидност много често води до изолация и ограничаване на нормалното им развитие.
- Възрастни и стари хора – около 65 % от всички инвалиди.
- Хора станали жертва на престъпление или насилие.
- Бежанци и работещи зад граница най-вече нискоквалифицирани работници.

## Етапи на инвалидност
В развитието си инвалидността на човек преминава през пет етапа: развитие на патология, увреждане, функционално ограничение, инвалидност и социално ограничение.
1. Развитие на патология – прекратяване или затрудняване на естествените процеси и усилия на организма да се възстанови от дадено заболяване.
2. Увреждане – наблюдават се промени в индивида, като анатомични, физиологични и психични отклонения.
3. Функционално ограничение – ограничават се различни дейности на индивида, като ходене, изкачване, учене, разсъждаване, виждане и чуване.
4. Инвалидност – ограничават се дейности на индивида по отношение на обществото (работа, семейство) и социалните роли, които изпълнява (учене, забавления, цялостна независимост и др.).
5. Социално ограничение – наблюдават се ограничения или наличие на бариери за индивида, които затрудняват осъществяването на роли или ограничават достъпа до различни служби, както и възможностите му за пълноправно участие в обществото.

## Видове увреждания

### Физически увреждания
Физическите увреждания нарушената фина или груба двигателна способност на части от тялото, свързана с нарушаване на ортопедичните, невромускулните, сърдечносъдовите или белодробните функции. Те могат да бъдат вродени или придобити в резултат на нараняване, мускулна дистрофия, множествена склероза, церебрална парализа, ампутация и други. Хората с физически увреждания често трябва да използват за придвижването си специални устройства, като инвалидни колички, патерици или протези. Някои физически увреждания, като дихателните разстройства и епилепсията, са скрити и се забелязват трудно от околните.

### Сетивни увреждания
Сетивните увреждания са тези, които засягат някое от сетивата. Термина се използва предимно за зрителни и слухови увреждания, но може да се отнася и за някой от другите сетива.

#### Зрителни увреждания
Зрителното увреждане е загуба на зрението до такава степен, че да изисква допълнително подпомагане, поради значително ограничение на зрителната способност вследствие на заболяване, физическа травма, вродено или дегенеративно състояние, което не може да се коригира с традиционните способи като оптични коректори, медикаменти или хирургическа корекция. Слепота може да се дължи на офталмологични или неврологични причини. В зависимост от продължителността на състоянието слепотата може да бъде временна и постоянна.
В зависимост от степента на загуба на зрение, слепотата може да бъде пълна или частична – в резултат на заболяване, включително наследствено и прогресивно, или травма. Разработвани са различни модели, които да опишат степента на зрителна загуба като целта е да се определи нивото на зрителното възприятие. Пълната слепота се изразява в пълната липса на визуално възприятие на светлината и клиничната му формулировка се нарича „липса на светлинно възприятие“.
Световната здравна организация оценява за 2002 г. наличието на 161 милиона хора със зрителни увреждания (около 2,6% от цялата популация). От тях 124 милиона (около 2%) имат намалено намалено зрение и 37 милиона (около 0,6%) са напълно слепи. Водещите причини за увреждане на зрението са катаракта, некоригирана аметропия (късогледство, далекогледство, астигматизъм), глаукома, макулодистрофия.
В световен мащаб, значително повече хора от развиващите се страни страдат от увредено зрение, както и сред тях има много по-висок риск от развитие на слепота. В страните от третия свят, там където средната продължителност на живота е много по-ниска главните причини за зрителни нарушения са катаракта и водни паразити – и двете лечими. Голяма част от засегнатите могат да възвърнат частично или напълно зрението си при правилно лечение.

#### Слухови увреждания
Слуховите увреждания, тежкото чуване или глухотата са състояния, при които хора са напълно или частично неспособни да установят или доловят най-малкото някои определени честоти на звука, които могат да бъдат чути от повечето хора. Умерената загуба на слух, понякога може да не се смята за инвалидност.
Глухонемотата се характеризира с увреждане както на слуховия анализатор, така и с функционално отсъствие на речева способност. Органите на говора са развити нормално, като немотата е следствие от липсата на слух.
Човешката слухова система възприема звук със сила от 0 до 125 dB в обхват от 16 – 20 до 20 000 – 25 000 Hz (долната граница на чувствителност на човешкия слух е около 16 Hz). Звук със сила по-голяма от 125 dB предизвиква болка у чуващия. Загуба на слуха до 40 dB се приема за лека, до 55 dB – за умерена, а до 90 dB – за тежка. Нуждата от усилване на звука над 90 dB е показател за пълна глухота.
Поради липсата или затрудненото възприятие на звуци, от практическа полза е използването на език базиран на знаци. Езикът на знаците се състои най-често от различни жестове възпроизведени с ръцете, като всеки жест или знак означава отделна дума. Съществуват и жестове за отделните букви на азбуката, използвани за предаването на имена. Езикът на знаците може да използва и лицеви изражения, език на тялото, както и различни движения на ръцете и тялото.
Развитието на техниката донася на хората с увреден слух аналоговите и цифрови слухови апарати, както и други устройства, които значително облекчават ежедневието. Такива са FM системи, които увеличават звука и по FM вълни го пренасят от приемник към слуховия апарат в обхват от 10 – 15 метра или индукционни вериги (loop системи), които действат подобно на FM системите, но предават звука по електромагнитни вълни като изцяло заглушават страничния шум.

#### Обонятелни и вкусови увреждания
Увреждането на чувството за мирис и вкус най-често се свързва с напредване на възрастта, но може да се развие и при по-млади хора поради широк спектър различни причини.
Примери за обонятелни нарушения:
- Аносмия – липса на обоняние
- Дисосмия – неадекватно обоняние (нещата миришат различно от общоприетото)
- Хиперосмия – анормално остро обоняние
- Хипосмия – намалено обоняние
- Автодисомофобия – психическо разстройство, при което потърпевшия си втълпява, че има силна телесна миризма
- Паросмия – нещата миришат по-лошо от отколкото трябва
- Фантосмия – обонятелни халюцинации

Пълната загуба на чувството за вкус се нарича агевзия, докато под дисгевзия се разбира ненормално усещане на вкуса

#### Соматосензорни увреждания
Неспособността за усещане на допир, топло, студено и болка често да съпътстващи по-обща физическа увреда, засягаща нервните пътища.

### Нарушения на равновесието
Нарушението на равновесието е смущение, което причина за нестабилност на тялото при изправено положение или ходене. Може да бъде придружено със симптоми на зашеметяване, замаяност или заболелите да имат усещане за движение на предметите наоколо. Балансът на тялото се постига в резултат на взаимодействието на няколко системи в организма. Това са очите (визуална система), ушите (вестибуларния апарат) и чувство на тялото на мястото, което заема в пространството (проприорецерция). Съвместната им работа и сигналите, които изпращат към мозъка е нужно да бъдат пълноценни за да може обработваната информация да бъде ефективна.

### Интелектуални затруднения
Интелектуална недостатъчност, наричана „умствена изостаналост“ или „умствена недоразвитост“ е отклонение от нормалното психично развитие, което се изразява в цялостна изостаналост или недоразвитие на личността.
Въпреки това днес се смята, че всяко дете, диагностицирано с интелектуална недостатъчност е способно да учи, да се развива и да расте, но изисква специална програма и специални грижи. Една от важните характеристики на личността на детето с умствена изостаналост е незрелостта на неговата емоционалност.
Интелектуалните затруднения представляват широко понятие, което включва от изоставане в умственото развитие до познавателни дефицити, било то твърде леки или твърде специфични, до случаите на квалифициране като умствена изостаналост. Интелектуалните затруднения може да се появят във всяка възраст. Умствена изостаналост представлява подтип на интелектуални затруднения, а терминът „интелектуален“ за хората с увреждания вече е предпочитан от много привърженици в повечето англоговорещи страни като евфемизъм за умствена изостаналост.
Най-често сочените причини за интелектуалната недостатъчност са:
- Генетична предразположеност – генни мутации, неблагоприятна наследственост, непълноценност на генеративните

клетки на родителите, хромозомни аномалии,
- Проблеми по време на бременността – тежък грип, шарка, скарлатина, интоксикации с алкохол, наркотици
- Усложнения при раждането – травми, най-вече поради притискане на детето, задушаване, или разкъсване на

кръвоносни съдове
- Болести – най-вече менингит, енцефалит, менингоенцефалит, недохранване, отравяния

## Интеграция на инвалидите в обществото
Пълноценното участие в семейство, социални групи и общество е главен елемент от живота на всеки човек. Правото на равенство на възможностите за такова участие е заложено от 10 декември 1948 г. във Всеобщата декларация за правата на човека и се полага на всеки един независимо от неговото физическо или психическо състояние.
Често обаче инвалидите са лишени от възможности за пълноценно участие в социално–културната система, към която принадлежат. Липсата на подобни възможности обикновено е поради наличието на физически и социални бариери, в резултат на невежество, безразличие или страх. В много случаи хората, с които инвалидите контактуват, недооценяват потенциалните възможности на инвалидите за участие в нормалния обществен живот.
Нерядко работодатели отказват да наемат инвалид на работа, въпреки че здравословните му проблеми не пречат или нямат никаква връзка със служебните задължения, с които ще бъде натоварен. Има много случаи в които поради невъзможността да се интегрира в обществото, даден инвалид бива снижен до състояние на просия.
Според специалистите в областта на общественото здраве, намаляването на проблема с инвалидността и интеграцията на хората в неравностойно положение в обществото може да се постигне, чрез повишаване на съзнанието и отношението на обществото към тях. Инвалидността трябва да се изучава, дискутира, намалява, и предотвратява, чрез различни програми, като:
- Борба срещу глада и недохранването
- Подобряването на детското и майчиното здраве
- Пренатална профилактика
- Подобряване на начина на живот и трудовите условия

Възстановяването на трудоспособността на инвалидите се постига, чрез различни терапевтични мерки и услуги, предоставени на инвалидите в специални учреждения, които са често под медицинско наблюдение. Всичко това се допълва с различни програми, които наред с осигуряването на квалифицирани медицински, социални и педагогически услуги предвиждат участие и на общините и семействата. По този начин даже и лица с много тежка форма на инвалидност могат в голяма степен да водят независим живот.
Много страни предприемат важни мерки по отношение отстраняване или намаляване на бариерите, възпрепятстващи пълноценното участие на инвалидите. Дава им се право и възможност за обучение и трудоустрояване, както и достъп до различни обществени средства. Търсят се и се намират различни начини за достъп в обществения транспорт и сгради, а на тези с проблеми в сетивните органи – на достъп до информация.
Независимо от редицата нововъведения в образователната система, повечето инвалиди все още не са напълно равноправни по отношение на възможностите. Поне 10 % от децата са инвалиди, но в много от развиващите се страни нямат достъп нито до училище, нито до специални грижи и обучение. Също така липсва законодателство, относно техните нужди и недостиг на преподаватели и специални средства. От огромно значение за интеграцията на хората с увреждания е да им бъде дадена възможност, както за основно и професионално обучение, така и да им бъдат гарантирани реална трудова заетост и участие в социалния живот.

### Международен символ за достъп
Международният символ за достъп (на английски: International Symbol of Access (ISA)), известен също като „международен символ за инвалидна количка“, се състои от един син квадрат, в който в бяло е изобразен човек, придвижващ се с помощта на инвалидна количка. Символът се поддържа като международен стандарт (ISO 7001), с авторски права на Международния център за рехабилитация. Проектиран е от Сюзан Кофод през 1968 г.
Символът може да се види често на места, до които достъпът е бил подобрен, най-вече за ползвателите на инвалидни колички, но също така и за други хора с увреждания.
Международният символ за достъп се употребява най-често в следните случаи:
- Обозначаване на място за паркиране, което е запазено за превозни средства, използвани от хора с увреждания
- Обозначаване на превозно средство, използвано от лице с увреждания
- Обозначаване на обществена тоалетна със съоръжения, предназначени за хора с инвалидни колички
- Обозначаване на бутон за активиране на автоматична врата
- Обозначаване на достъпна за инвалиди транзитна спирка или превозно средство
- Обозначаване на транзитен маршрут, който се използва от достъпни за инвалиди превозни средства

### Спорт
Параолимпийските игри са най-известното международно състезание за инвалиди, провеждано непосредствено след летните и зимни Олимпийски игри. В тях участват състезатели с различни физически увреждания. В отделните страни действат организации, провеждащи състезания по параолимпийски спортове на различно ниво – от спорт за забавление до професионални състезания.
Параолимпийските игри водят началото си от програма за възстановяване на британски ветерани от войните с гръбначни увреждания. През 1948 година сър Лудвиг Гутман, невролог, работещ с ветерани с гръбначни увреждания от Втората световна война, пръв започва да използва спорта като част от рехабилитационните програми на своите пациенти.